# Praskóvia Ivanóvskaia
Praskóvia Semiónovna Ivanóvskaia, rus: Праско́вья Семёновна Ивано́вская (de casada Voloixenko, rus: Волошенко,3 de novembre de 1852, poble de Sokovnino, vólost de Mestxerinskaia, uiezd de Txernski gubèrnia de Tula, Imperi Rus-Poltava, URSS), fou una escriptora, revolucionària i terrorista russa, membre del partit Naródnaia Vólia i del Partit Social Revolucionari.

## Biografia
Nascuda en la família pobra d'un sacerdot ortodox i morta la mare quan encara era jove, amb un pare desinteressat pels seus propis fills, Praskóvia i els seus germans –Vassili (1846), Aleksandra (1851), Ievdokia (1855), Ivan (1859) i Piotr (1863)– creixeren en la més completa llibertat, aprenent a cuidar-se a si mateixos.
Amb l'ajut financer de Mikhaïl Bodisko (1903-1867), un exdecabrista terratinent de Sokovnino i bon amic del seu pare, Praskóvia i Aleksandra Ivanóvskaja van poder assistir al seminari de Tula, "una institució tancada de caràcter monàstic", on escassa era la instrucció impartida, així com el menjar. En compensació, a Tula circulaven clandestinament publicacions de populistes russos de les quals les noies tenien coneixement gràcies a l'activitat d'alguns joves, entre els quals el mateix germà Vassili, estudiant de medicina a Tula. L'activitat va ser descoberta per la policia, però no va tenir conseqüències per als estudiants.
Després d'haver obtingut el diploma de mestra, amb la seva germana Aleksandra Praskóvia, freqüentà a Sant Petersburg els anomenats cursos Alartxinski, reservats per a dones, i útils per obtenir el títol d'assistent mèdica, i va superar el 1876 el corresponent examen al liceu de Tsàrskoie Seló. La iniciativa s'inseria en el desig d'emancipació i independència, i en la voluntat d'«anar cap al poble», posant a disposició dels habitants miserables del país rus el seu propi coneixement i, alhora, fent una feina de propaganda i d'agitació política.
A Moscou, on havia anat a visitar el seu germà Vassili, Praskóvia conegué una jove tot just "tornada del poble", Maria Subbótina, que la va convidar a establir-se a Odessa, a casa de les germanes Gorzevski, que estaven en contacte amb un grup populista. Va deixar Moscou carregada de literatura il·legal i es va detenir breument a casa del seu pare. Durant aquells dies, el germà Vassili va ser arrestat a Moscou. La investigació va portar la policia a Sokovnino, on l'altre germà, Ivan, va ser arrestat, just després de la sortida de Praskóvia cap a Odessa.

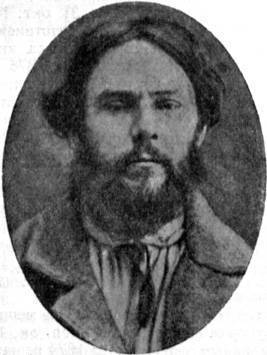
Innokenti Voloixenko

A ca les Goriovski, va conèixer Mikhail Eitner, que la va presentar al grup populista de "baixencami", anomenat així perquè tenien la seva reunió a la baixnia d'una casa d'Odessa. Entre ells hi havia Grigori Popko, Innokenti Voloixenko, Fiódor Xerbín i d'altres. Quan es va assabentar de la detenció dels seus germans, Praskóvia va passar a la clandestinitat, cosa que no la perjudicà a l'hora de trobar una feina, primer a una fàbrica de cores, a Odessa i després, de la primavera a la tardor de [1875], en un latifundi de la Gubèrnia de Tàurida. Posteriorment va voler aprendre l'ofici de sabatera i en aquesta ocasió, a Mikolaiv (Nikolàiev), va conèixer les germanes Levandóvskaia i Solomon Vittenberg.
A Nikolàiev va saber de les detencions a Moscou al febrer del 1876, dels germans Vassili i Ivan i les seves dues germanes. Va sortir a Moscou per fer-se càrrec del germà menor Piotr, que s'havia quedat sol després de la detenció conjunta, i va intentar alliberar Vassili, un fet reeixit gràcies a la feina de Iuri Bogdanóvitx que el 13 de gener del 1877 va aconseguir fer-lo fugir del centre de detenció de Moscou. De tornada a Odessa, va prendre part en els fallits intents d'alliberar Ivan Kovalski, condemnat a mort el 5 d'agost de 1878. En protestes posteriors, en què la tropa va disparar sobre la multitud i va matar dos manifestants, Praskóvia també va ser arrestada.
Alliberada després de tres mesos de presó, s'expatrià per unir-se a Romania amb el seu germà Vassili. Va tornar a Rússia en la primavera de 1880, va entrar a formar part del Comitè Executiu de Naródnaia Vólia i es va establir en un apartament clandestí situat a Sant Petersburg, al carrer de Podolsk, 11, juntament amb Nikolai Kibàltxitx i Liudmila Teréntieva. A continuació va tenir lloc les trobades amb el narodovoltxi provinents d'altres regions de Rússia i, gràcies a una petita impremta, es van imprimir les proclames de l'organització. Des de novembre de 1880 fins al maig del 1881 Ivanóvskaia, Teréntieva i Mikhaïl Gratxevski es van traslladar a un apartament proper al número 41 del carrer Podolsk preparat exclusivament per a la impressió. En particular, es va imprimir, després de l'assassinat d'Alexandre II, la famosa carta del Comitè Executiu adreçada al tsar Alexandre III.
L'acció repressiva de les autoritats va colpejar a principis les files de Naródnaia Vólia, particularment a Sant Petersburg. Quan Teréntieva va ser detinguda al carrer el 13 de maig de 1881, l'amagatall del carrer Podolsk va ser abandonat i amb els altres que encara eren lliures Ivanóvskaia també es va refugiar a Moscou, on va enllestir a un apartament secret una nova impremta. A principis de 1882 la repressió també va arribar als narodovoltsi de Moscou: al febrer van ser detinguts Bulànov i Stefànovitx, Bogdanovic al març, mentre Maria Oixànina reeixia a fugir a l'estranger. El Comitè Executiu va decidir continuar amb la publicació en una altra ciutat, i l'elecció va recaure en Riga. Juntament amb Mikhaïl Txikoizde, Ivanóvskaia va haver d'organitzar una nova tipografia, però l'empresa es fa veure frustrada per l'arrest de Txikoidze, el 2 de maig. Després de partir cap a Vítsiebsk per entrar en contacte amb altres companys, Praskóvia hi fou arrestada el 25 de setembre amb tot el grup.
Traslladada a Sant Petersburg, va ser acusada en el «procés dels 17» al final del qual, el 17 d'abril [1883], va ser sentenciada a mort, però la pena li fou commutada per la de treball forçós. Des de la fortalesa de Sant Pere i Sant Pau, fou enviada a Sibèria, al camp de treball de Kara, on va prendre part en manifestacions de protesta que van acabar amb el suïcidi de sis detinguts. Després de ser-li commutada la pena de confinament, va ser transferida al raion de Barguzinski, on va romandre quatre anys i es va casar amb el seu company, també exiliat, Innokenti Voloixenko, del qual va tenir la seva filla Nadejda, que va morir quan encara era una nena. Enviada a Txità el 1902, l'any següent va aconseguir fugir a Suïssa.

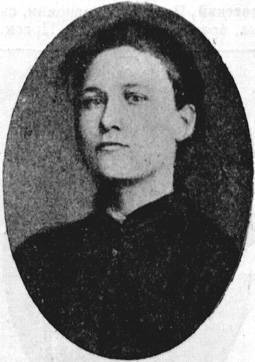
Ievdokia Ivanóvskaia

Es va afiliar al Partit Social Revolucionari (SRs o eseristes) i es va convertir en part de la seva organització de combat, especialment preparada per a atacs contra les principals personalitats del règim tsarista. A aquest efecte, va tornar a Rússia i es va establir sota un nom fals a Petersburg, en un apartament del carrer Jukovski, 31, amb Borís Sàvinkov, Dora Bril·liant i Iegor Sozónov, per preparar l'atac contra el ministre de l'Interior, Viatxeslav von Pleve, assassinat per Sozónov el 28 de juliol de 1904. Va sortir immediatament després de la capital, va arribar a Odessa i, d'aquí a Romania, on va ser hostessa del seu germà Vassili; després es va establir a Ginebra.
Va tornar a Sant Petersburg el 27 de gener de 1905, després del Diumenge Sagnant com a part d'un grup terrorista dirigit per Maksimilian Xvéitser, que tenia entre els seus plans l'assassinat del governador Dimitri Trépov, del gran duc Vladimir, del ministre de l'Interior, Aleksandr Buliguin, el viceministre Piotr Durnovó i del mateix tsar Nicolau II. Cap d'aquests plans es va dur a la pràctica, sia per la mort de Xvéitser, que va morir el 26 de febrer a l'habitació d'un hotel, a causa de l'explosió del material que estava manipulant de manera descurada, sia per l'oportuna delació dels provocadors Azef i Tatàrov, que el 16 de març van afavorir l'arrest de Praskóvia Ivanóvskaia i altres 18 persones.
Va romandre a la presó fins al novembre, quan fou alliberada després de l'amnistia concedida pel govern sota la pressió dels esdeveniments revolucionaris. Des d'aleshores, es va allunyar de l'activitat terrorista i va viure a Poltava amb la seva germana Ievdokia, esposa de l'escriptor Vladímir Korolenko. Després de la Revolució d'octubre de 1917, es va convertir en membre de la «Societat d'expresos i exiliats polítics», i va deixar escrites nombroses memòries de si mateixa i del moviment populista revolucionari. Morí a Poltava el 19 de setembre de 1935.